# آقای ملکه
آقای ملکه (کره‌ای: 철인왕후; هانجا: 哲仁王后) یک مجموعه تلویزیونی محصول کره جنوبی در سال ۲۰۲۰ است. که کارگردان آن یون سونگ-شیک است. شین هه سون در نقش ملکه چورین و کیم جونگ هیون در نقش پادشاه چولجونگ در این سریال بازی می‌کنند. این سریال براساس درام اصلی چینی برو شاهزاده برو بازسازی شده‌است. داستان این درام دربارهٔ مردی به نام جانگ بونگ هوان از دوران مدرن است که در عصر چوسان در بدن ملکه چورین به دام افتاده‌است. این مجموعه از ۱۲ دسامبر ۲۰۲۰ تا ۱۴ فوریه ۲۰۲۱، روزهای شنبه و یکشنبه ساعت ۲۱:۰۰ (کی‌اس‌تی) از تی‌وی‌ان پخش شد.
این سریال با وجود جنجال‌هایش، هفتمین درام با بالاترین رتبه در تاریخ تلویزیون کابلی کره است و آخرین قسمت آن به رتبه ۱۷٫۳۷۱ درصد در سطح ملی رسیده و بیش از ۴ میلیون بیننده داشته‌است. همچنین با کسب پنجمین رتبه در تاریخ شبکه، رکوردی برای تی‌وی‌اِن به ثبت رساند و مانند بقیه سریالهای معروف بیننده‌های بسیار زیادی داشته‌است.

## خلاصهٔ داستان
جانگ بونگ هوان(چوی جین هیوک) سرآشپز کاخ ریاست جمهوری است. او پس از سقوط از برج و در اثر برخورد سرش با زمین، بی هوش می شود و سپس در بدن ملکه کیم سو یون(شین هه سون) در دورهٔ چوسان به هوش می آید. پادشاه چول جونگ(کیم جونگ هیون) فردی آرام و خونسرد است و فقط نام پادشاه را یدک می‌کشد. ملکه سون وون(به جونگ-اوک) همسر پادشاه فقید سانجو، قدرت اصلی را در اختیار دارد و پادشاه چول جونگ را دست نشاندهٔ خود کرده‌است. برادر کوچک‌تر و جاه‌طلب ملکه سون وون نیز تشنهٔ قدرت است. ملکه کیم سو یون(شین هه سون) سریع متوجه می‌شود که پادشاه چول جونگ آنطور که به نظر می‌رسد نیست و چهره‌ای مرموز و مشکوک دارد و...

## بازیگران

### بازیگران اصلی
- شین هه سون در نقش کیم سو یونگ (ملکه چورین) / جانگ بونگ هوان
  - سو یون سل در نقش کودکی کیم سو یونگ

او بیست و پنجمین ملکه سلسله چوسان است که روح یک مرد در بدنش است.
- کیم جونگ هیون در نقش یی وون بیوم (پادشاه چولجونگ)
  - کیم کانگ هون در نقش یی وون بیوم

وی بیست و پنجمین پادشاه سلسله چوسان است که اسرار بسیاری دارد.

### بازیگران فرعی

#### همراهان ملکه چورین
- چا چونگ هوا در نقش بانوی دربار چویی

او ملازم ملکه چورین است.
- چه سو یون در نقش هونگ یئون

او خدمتکار وفادار ملکه چورین است که از کودکی به او خدمت می‌کرد.

#### همراهان پادشاه چولجونگ
- یو مین کیو در نقش شاهزاده یئونگ یونگ[۸]

او برادر ناتنی بزرگتر شاه چولجونگ است. او به عنوان یک نگهبان سلطنتی، از شاه محافظت می‌کند.
- لی جه وون در نقش بیولگام هونگ

او دوست پادشاه چولجونگ است.

#### قبیله آندونگ کیم
- به جونگ اوک به عنوان ملکه سان وون / ملکه بزرگ میونگ گونگ

او همسر شاه سانجوی فقید است. او قدرت اصلی را در اختیار دارد و پادشاه چولجونگ را دست نشاندهٔ خود کرده‌است.
- کیم ته وو در نقش کیم جوا گون

او برادر کوچک ملکه سان وون است که بسیار جاه طلب است.
- نا این وو در نقش کیم بیونگ این

او پسر خوانده کیم جوا گیون است، بنابراین پسرعموی ملکه هم می‌شود و مخفیانه عاشق اوست.
- جون به سو در نقش کیم مون گون

پدر ملکه سو یو نگ، پدر زن پادشاه چولجونگ
- یو یانگ جه در نقش کیم هوان[۹]

دوست بیونگ این و دلباختهٔ هونگ یون است.
- سونگ مین هیونگ در نقش وزیر اعظم
- کانگ جی هو در نقش کیم سوک گون (مشاور جناح چپ)
- سون کوانگ اوپ در نقش جانگ هیوک (وزیر جنگ)

#### قبیله پونگ یانگ جو
- سول این-آه به عنوان جو هوا جین (صیغه اویی)[۱۰]

او صیغه سلطنتی و عشق اول پادشاه چولجونگ است.
- جو یون هی در نقش ملکه جو (ملکه شین جونگ / مادرخوانده چولجونگ)
- کو این بوم در نقش جو مان هونگ (مشاور جناح راست)
- کیم کوانگ شیک در نقش جو دوک مون (وزیر کارگزینی)

#### کاخ آبی
- چوی جین هیوک در نقش جانگ بونگ هوان[۱۱]
- لی چول مین در نقش مدیر هان پیو جین / هان شیم-اونگ
- کیم جون وون در نقش بو سونگ مین

#### آشپزخانه سلطنتی
- کیم این-کوان در نقش سرآشپز سلطنتی مان بوک
- کانگ چه وون در نقش دام هیانگ

#### بانوان دربار
- کیم جو یانگ در نقش اوه ول،[۱۲] خدمتکار جو هوا جین
- سون سو مانگ بدر نقش بانوی دربار کانگ
- سئو هی ریونگ در نقش بانوی دربار
- آن جو ری در نقش بانوی دربار

#### قصر سلطنتی
- یون جی وون در نقش پزشک دربار
- یون جی هو در نقش رئیس ندیم‌ها
- لی ته گوم در نقش ندیم کیم
- چوی هوان یی در نقش ندیم چوی
- کیم بانگ وون در نقش سال سو
- سونگ مین سو در نقش جو دائه سو منشی دربارهٔ، پدر جو هوا جین (قسمت ۱)
- ها مین در نقش پزشک پارک (قسمت ۱)
- سئو دونگ سوک در نقش کارآگاه (قسمت ۱)
- کوون یون سو در نقش بانوی دربار (قسمت ۲)
- کیم کا یون در نقش بانوی جوان دربار (قسمت ۲)
- لی سونگ جین در نقش نگهبان سلطنتی (قسمت ۲)
- یون جونگ رو در نقش نگهبان سلطنتی (قسمت ۲)
- بک جه جین در نقش مغازه دار (قسمت ۲–۳)
- اوه جی یونگ در نقش بانوی دربار (قسمت ۳)
- نا می هی در نقش یک بانوی دربار (قسمت ۳)
- کیم یونگ جین در نقش ندیم (قسمت ۳)
- مون هاک جیک در نقش حامل کجاوهٔ غذا (قسمت ۶)
- کو جا کئون در نقش حامل کجاوهٔ غذا (اپیزود ۶)
- کیم سئونگ-وان در نقش حامل کجاوهٔ غذا (قسمت ۶)
- کیم نان هی در نقش فالگیر (قسمت ۶)

## تولید
در مارس ۲۰۲۰، ایفای نقش شن هه سان در این سریال تأیید شد. در ژوئن سال ۲۰۲۰، کیم جونگ هیون، Bae Jong-ok، کیم Tae-woo به Shin Hye-sun پیوستند تا در این سریال نقش‌های اصلی را بازی کنند. در ژوئیه سال ۲۰۲۰، سئول این آه و یو یانگ جائه نیز به جمع بازیگران پیوستند.
اولین فیلمنامه خوانی در ماه اکتبر برگزار شد. عکسهای فیلمبرداری سریال در ۱۶ نوامبر ۲۰۲۰ منتشر شد.
کیم جونگ هیون و سول این آه که قبلاً در سریال مدرسه ۲۰۱۷ با هم بازی می‌کردند، مجدداً همبازی شدند.
این سریال همچنین همکاری دوم شین هه سان با به جونگ اوک و کیم این کوان بود. پیش از این آنها در سریال بی گناهی و آخرین مأموریت فرشته: عشق، همبازی بودند.
در ۲۴ نوامبر سال ۲۰۲۰، فیلمبرداری متوقف شد زیرا تست کرونای یکی از بازیگران مثبت شد.

## قسمت‌ها
| شم. | عنوان                                    | کارگردان      | نویسنده                  | تاریخ پخش اصلی | کره جنوبی تعداد بیننده (میلیون) |
| --- | ---------------------------------------- | ------------- | ------------------------ | -------------- | ------------------------------- |
| ۱   | «جانگ بونگ هوان در سرزمین عجایب»         | Yoon Sung-sik | Park Gye-ok & Choi Ah-il | ۱۲ دسامبر ۲۰۲۰ | 1.901                           |
| ۲   | «هیچ‌کس نمی‌داند»                          | Yoon Sung-sik | Park Gye-ok & Choi Ah-il | ۱۳ دسامبر ۲۰۲۰ | 2.337                           |
| ۳   | «خوابیدن با دشمن»                        | Yoon Sung-sik | Park Gye-ok & Choi Ah-il | ۱۹ دسامبر ۲۰۲۰ | 2.276                           |
| ۴   | «مردی که زیاد می‌داند»                    | Yoon Sung-sik | Park Gye-ok & Choi Ah-il | ۲۰ دسامبر ۲۰۲۰ | 2.801                           |
| ۵   | «پاشنه‌ای که می‌تواند به راحتی صدمه ببیند» | Yoon Sung-sik | Park Gye-ok & Choi Ah-il | ۲۶ دسامبر ۲۰۲۰ | 2.939                           |
| ۶   | «در میان تفاهم و سوءتفاهم»               | Yoon Sung-sik | Park Gye-ok & Choi Ah-il | ۲۷ دسامبر ۲۰۲۰ | 2.981                           |
| ۷   | «نقاب»                                   | Yoon Sung-sik | Park Gye-ok & Choi Ah-il | ۲ ژانویه ۲۰۲۱  | 3.281                           |
| ۸   | «یک رابطه خطرناک»                        | Yoon Sung-sik | Park Gye-ok & Choi Ah-il | ۳ ژانویه ۲۰۲۱  | 3.240                           |
| ۹   | «روشنایی و تاریکی»                       | Yoon Sung-sik | Park Gye-ok & Choi Ah-il | ۹ ژانویه ۲۰۲۱  | 3.195                           |
| ۱۰  | «زندگی در کابوس»                         | Yoon Sung-sik | Park Gye-ok & Choi Ah-il | ۱۰ ژانویه ۲۰۲۱ | 3.359                           |
| ۱۱  | «کسی که نمی‌تواند بخشیده شود»             | Yoon Sung-sik | Park Gye-ok & Choi Ah-il | ۱۶ ژانویه ۲۰۲۱ | 3.234                           |
| ۱۲  | «رقص بالای شمشیر»                        | Yoon Sung-sik | Park Gye-ok & Choi Ah-il | ۱۷ ژانویه ۲۰۲۱ | 3.625                           |
| ۱۳  | «فردایی وجود ندارد»                      | Yoon Sung-sik | Park Gye-ok & Choi Ah-il | ۲۳ ژانویه ۲۰۲۱ | 3.518                           |
| ۱۴  | «زنی که برای زنده ماندن باید بمیرد»      | Yoon Sung-sik | Park Gye-ok & Choi Ah-il | ۲۴ ژانویه ۲۰۲۱ | 3.595                           |
| ۱۵  | «دیوانه ایکس در این قصر»                 | Yoon Sung-sik | Park Gye-ok & Choi Ah-il | ۳۰ ژانویه ۲۰۲۱ | 3.898                           |
| ۱۶  | «همه در»                                 | Yoon Sung-sik | Park Gye-ok & Choi Ah-il | ۳۱ ژانویه ۲۰۲۱ | 4.094                           |
| ۱۷  | «بارداری زیباست»                         | Yoon Sung-sik | Park Gye-ok & Choi Ah-il | ۶ فوریه ۲۰۲۱   | 3.731                           |
| ۱۸  | «ضد حملهٔ خاطرات»                         | Yoon Sung-sik | Park Gye-ok & Choi Ah-il | ۷ فوریه ۲۰۲۱   | 3.968                           |
| ۱۹  | «مردی که از مرگ برگشت»                   | Yoon Sung-sik | Park Gye-ok & Choi Ah-il | ۱۳ فوریه ۲۰۲۱  | 3.912                           |
| ۲۰  | «زندگی من بدون من»                       | Yoon Sung-sik | Park Gye-ok & Choi Ah-il | ۱۴ فوریه ۲۰۲۱  | 4.749                           |

## اسپین آف
| شم. | عنوان                       | کارگردان      | نویسنده                  | تاریخ پخش اصلی |
| --- | --------------------------- | ------------- | ------------------------ | -------------- |
| ۱   | «اسرار اولین ملاقات»        | Yoon Sung-sik | Park Gye-ok & Choi Ah-il | ۱۳ فوریه ۲۰۲۱  |
| ۲   | «اسرار رقابت»               | Yoon Sung-sik | Park Gye-ok & Choi Ah-il | ۱۳ فوریه ۲۰۲۱  |
| ۳   | «راز یک بانو»               | Yoon Sung-sik | Park Gye-ok & Choi Ah-il | ۱۳ فوریه ۲۰۲۱  |
| ۴   | «اسرار رفیق پسر»            | Yoon Sung-sik | Park Gye-ok & Choi Ah-il | ۱۴ فوریه ۲۰۲۱  |
| ۵   | «اسرار خواهر و برادر واقعی» | Yoon Sung-sik | Park Gye-ok & Choi Ah-il | ۱۴ فوریه ۲۰۲۱  |
| ۶   | «اسرار تخریب»               | Yoon Sung-sik | Park Gye-ok & Choi Ah-il | ۱۴ فوریه ۲۰۲۱  |